# 穆瓦延库尔莱普瓦
穆瓦延库尔莱普瓦（法語：Moyencourt-lès-Poix，法語發音：[mwajɛ̃kuʁ lɛ pwa]，意为“普瓦附近的穆瓦延库尔”）是法国上法兰西大区索姆省的一个市镇，属于亚眠区。

## 地理
穆瓦延库尔莱普瓦（49°48'10"N, 2°2'6"E）面积10.45 平方千米，位于法国上法蘭西大區索姆省，该省份为法国北部沿海省份，北起加来海峡省和北部省，西接滨海塞纳省和大西洋英吉利海峡，南至瓦兹省，东临埃纳省。
与穆瓦延库尔莱普瓦接壤的市镇（或旧市镇、城区）包括：布朗日苏普瓦、比西莱普瓦、库尔塞勒-苏穆瓦延库尔、克鲁瓦罗、法姆雄、弗雷蒙捷、楠普斯迈尼勒、克沃维莱。

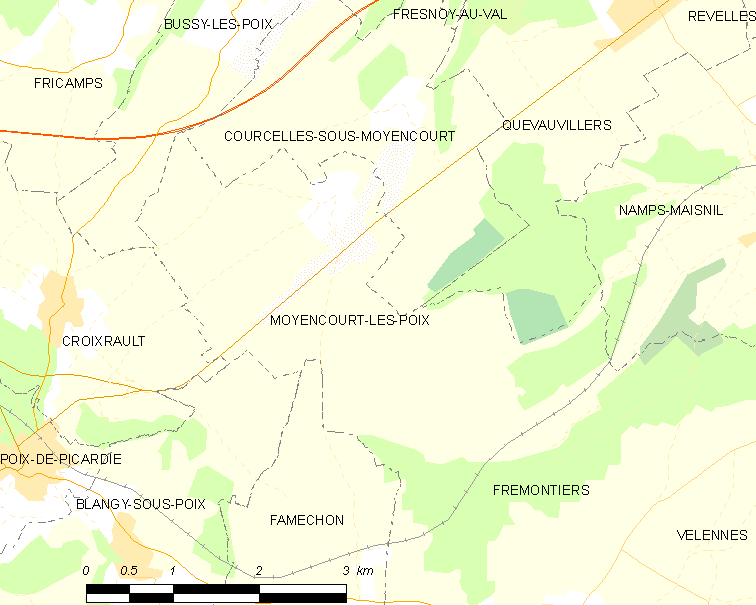
穆瓦延库尔莱普瓦的OSM定位图

穆瓦延库尔莱普瓦的时区为UTC+01:00、UTC+02:00（夏令时）。

## 行政
穆瓦延库尔莱普瓦的邮政编码为80290，INSEE市镇编码为80577。

## 政治
穆瓦延库尔莱普瓦所属的省级选区为皮卡第地区普瓦县。

## 人口

1962-2008年间穆瓦延库尔莱普瓦人口变化图示

穆瓦延库尔莱普瓦于2022年1月1日时的人口数量为165人。